# 월광태자
월광태자(月光太子, 522년 ~ 몰년 미상)는 대가야의 태자이다.
정견모주의 10세손으로, 아버지는 이뇌왕(異腦王)이라 하는데, 이뇌왕은 신라에 청혼해 이찬 비지배(比枝輩)의 딸을 맞아 태자를 낳는다.
562년 신라에게 대가야가 망한 후 지금의 해인사 서쪽 위치의 거덕사(擧德寺)에서 불교에 입문해 승려가 되었고 가야산 아래 월광사(月光寺)를 짓고 마지막 여생을 보냈다.

## 도설지왕과의 관계
월광태자를 가야산신인 정견모주(正見母主)의 10세손이자 시조 이진아시왕(伊珍阿豉王)의 9세손으로 《삼국사기》 <지리지> 고령군조에 나오는 대가야의 마지막 왕인 제16대 왕 도설지왕(道設智王)과 동일인으로 보기도 한다. 세계(世系)가 다른 것은 10을 16의 오기로 보는 견해와 10대는 직계로, 16대는 왕계로 보는 견해가 있다.

## 후손
월광태자의 후예로 보이는 순응(順應)과 이정(利貞) 대사(大師)와 함께 802년(애장왕 3년) 신라 왕실의 후원을 받아 가야산신 정견모주의 사당 터에 해인사(海印寺)를 창건하였다고 전해진다.